# ولیکی ابرژ
ولیکی ابرژ (به لاتین: Veliki Obrež) یک زیستگاه انسانی در اسلوونی است که در Brežice Municipality واقع شده‌است.

## خصوصیات
ولیکی ابرژ ۳٫۶۱ کیلومترمربع مساحت و ۲۹۸ نفر جمعیت دارد و ۱۵۵٫۹ متر بالاتر از سطح دریا واقع شده‌است.